# Mania (satrap)
Mania, född före 440 f.Kr, död 399 f.Kr., var en persisk undersatrap som regerande tyrann av Dardanos.
Mania var gift med Zenis, som var tyrann i Dardanos under persisk överhöghet.  Han var därmed undersatrap under storsatrapen Farnabazos. Paret fick åtminstone en dotter.  Efter sin makes död efterträdde hon honom som stadens tyrann och regionens undersatrap. 
Att en kvinna tog kontrollen i en grekisk stat genom tyrannvälde var ovanligt (enstaka andra exempel var Cratesipolis, Aba och Amastrine). Enligt Xenofon ska hon ha säkrat sitt maktinnehav genom mutor och genom att vinna satrapens stöd genom sitt personliga mod och handlingskraft i deras förhandlingar.  Hon visade lojalitet mot Persien genom att regelbundet betala tribut, och finansierade en armé av legosoldater med vilken hon fullgjorde sina militära skyldigheter som undersatrap mot Persien. Hon hjälpte Farnabazos att erövra städerna Larissa, Hamaxitos och Kolonai, och deltog i expeditionerna mot de upproriska mysierna och psidierna. Hon åtföljde personligen sina trupper i strid, och närvarande i stridsvagn på slagfältet, även om hon som kvinna inte deltog i striden. 
Mania betraktades med beundran av samtida krönikörer, som ansåg att hon uppvisade manliga dygder. Hennes samarbete med Farnabazos var särskilt gott, och han ska ha varit imponerad nog att ha frågat henne till råds. 
Hon mördades av sin svärson Meidias, som även mördade hennes sjuttonårige son. Hon ska vid sin död ha varit lite över fyrtio år. Meidias erkändes dock inte som hennes efterträdare av Farnabazos, och strax därpå anslöt sig Dardanos och Manias övriga städer till den spartanske generalen Derkylidas och avsatte Meidias från makten. 